# Housebound
Housebound è un film del 2014 diretto da Gerard Johnstone.

## Trama
Kylie Bucknell è costretta a tornare nella casa in cui è cresciuta quando il tribunale le impone i domiciliari. La sua pena è resa ancora più insopportabile dal fatto che deve vivere con la madre Miriam, una chiacchierona convinta che la casa sia infestata. All'inizio Kylie respinge le superstizioni di Miriam. Tuttavia, quando anche lei inizia a sentire inquietanti sussurri nella notte, comincia a chiedersi se sia stata influenzata dalla fervida immaginazione della madre, o se la casa è in realtà posseduta da uno spirito ostile che non è particolarmente entusiasta del suo ritorno.